# Warton, Northumberland
Warton är en ort i civil parish Snitter, i grevskapet Northumberland i England. Orten är belägen 25 km från Morpeth. Warton var en civil parish 1866–1955 när det uppgick i Snitter. Civil parish hade 25 invånare år 1951.